# Thillois
Thillois é uma comuna francesa na região administrativa do Grande Leste, no departamento de Marne. Estende-se por uma área de 6.35 km², e possui 479 habitantes, segundo o censo de 2018, com uma densidade de 75 hab/km².